# Ooltewah
Ooltewah és una concentració de població designada pel cens dels Estats Units a l'estat de Tennessee. Segons el cens del 2000 tenia 5.681 habitants.

## Demografia
Segons el cens del 2000, Ooltewah tenia 5.681 habitants, 2.153 habitatges, i 1.619 famílies. La densitat de població era de 286,4 habitants/km².
Dels 2.153 habitatges en un 32,7% hi vivien nens de menys de 18 anys, en un 59,6% hi vivien parelles casades, en un 11,6% dones solteres, i en un 24,8% no eren unitats familiars. En el 20,3% dels habitatges hi vivien persones soles el 5,3% de les quals corresponia a persones de 65 anys o més que vivien soles. El nombre mitjà de persones vivint en cada habitatge era de 2,62 i el nombre mitjà de persones que vivien en cada família era de 3,04.
Per edats la població es repartia de la següent manera: un 25,2% tenia menys de 18 anys, un 8,8% entre 18 i 24, un 30,4% entre 25 i 44, un 25,9% de 45 a 60 i un 9,7% 65 anys o més.
L'edat mediana era de 36 anys. Per cada 100 dones de 18 o més anys hi havia 94 homes.
La renda mediana per habitatge era de 42.243 $ i la renda mediana per família de 46.439 $. Els homes tenien una renda mediana de 33.423 $ mentre que les dones 23.036 $. La renda per capita de la població era de 23.034 $. Entorn del 4,6% de les famílies i el 7,6% de la població estaven per davall del llindar de pobresa.

## Poblacions més properes
El següent diagrama mostra les poblacions més properes.